# یوبلی، پدگریکا
یوبلی، پدگریکا (به لاتین: Ubli, Podgorica) یک زیستگاه انسانی در مونته‌نگرو است که در Podgorica Municipality واقع شده‌است.

## خصوصیات
یوبلی ۳۵۵ نفر جمعیت دارد و ۴۷۶ متر بالاتر از سطح دریا واقع شده‌است.